# 达克布·贡萨勒永恰布
达克布·贡萨勒永恰布（1851年—1900年）俗名“嘉拉参旺吉勒”，蒙古族，阿拉善旗人，第五世达克布活佛。

## 生平
他是阿拉善旗扎萨克亲王贡桑珠尔默特之第三子，故被称作“三爷葛根”，俗名“嘉拉参旺吉勒”。生于1851年阴历十月四日。16岁时，被迎请至南寺（广宗寺）坐床。1889年39岁时，经阿拉善旗衙门批准，弃戒还俗。1900年病逝，享年49岁。在他主持南寺时期，以其名义制定的甘肃省天祝县石门寺的寺规仍保存在石门寺。其遗体安葬在距今巴彦浩特以南不远处的将军敖包沟北阳坡下。
他还俗后，南寺从拉卜楞寺请来一小喇嘛替代第五世达克布活佛，名“吉格米德嘎拉僧嘉木苏”，但少年时即圆寂。